# GWG-Skandal
Der GWG-Skandal war 1998 ein Immobilienskandal und der vom Wert betrachtet bisher größte Skandal in Wuppertal. GWG bezieht sich auf die Gemeinnützige Wohnungsbaugesellschaft mbH Wuppertal, 1937 als Wohnungsunternehmen in Wuppertal gegründet. Geschäftsführer war Harald Röllecke, seine Vorgänger waren Johannes Hiesgen von der CDU und Helmut Sperling von der SPD.

## Verlauf des Skandals
1998 wurde Elmar Schulze, damaliger Kämmerer der Stadt Wuppertal, in den Aufsichtsrat der GWG gewählt. Hier fielen ihm die im Geschäftsbericht von 1997 ausgewiesenen hohen Verluste von rund 15 Millionen Deutsche Mark und die wiederholte Vergabe von Aufträgen an dieselben Unternehmer auf, worüber er Oberbürgermeister Hans Kremendahl informierte.
Nach der von Kremendahl angeregten Sonderprüfung durch das Rechnungsprüfungsamt wurden im Dezember 1998 die Geschäftsführer Hiesgen und Sperling vom Dienst suspendiert. Harald Röllecke wurde zum Kommissarischen Geschäftsführer ernannt und später vom Aufsichtsrat im Amt bestätigt. Röllecke entband die Prüfer im August 2000 von ihrer Schweigepflicht und überließ dem Landeskriminalamt die Firmenakten. Zu diesem Zeitpunkt liefen bereits die staatsanwaltlichen Ermittlungen gegen Hiesgen und Sperling. Auch bei weiteren Unternehmen und Privatpersonen erwirkte das Landeskriminalamt Durchsuchungsbeschlüsse inner- und außerhalb Wuppertals wegen des Verdachts auf Betrug und Untreue.
Im Oktober 2000 wurde der frühere Wuppertaler Oberamtsanwalt und seit Mitte der 1980er als Berater für Bauinvestoren tätige Gerd Kolbe verhaftet. Kolbe war sowohl im Vorstand der Dresen-Stiftung als auch der Halbach-Stiftung, in deren Funktionen er an die GWG wegen des Baus von Seniorenwohnungen für betreutes Wohnen vom Caritasverband Elberfeld und der Diakonie Wuppertal herangetreten war. In beiden Fällen handelte es sich um hohe Investitionskosten für die GWG, die sich durch spätere Mieteinnahmen nicht amortisieren ließen. Dem Aufsichtsrat wurden beide Projekte jedoch als besonders aussichtsreich dargestellt, zumal bei den Elberfelder Wohnungen Uwe Reiter, Geschäftsführer der Diakonie Elberfeld, die Pläne unterstützte. Auch beim Bau der Wohnungen für Studenten an der Tannenbergstraße trat Kolbe als Vermittler auf, diesmal für den Grundstücksverkäufer. Das Gelände der ehemaligen Brauerei Carl Bremme wurde 1995 von der GWG für geplante Wohnungen, Geschäfte, und Gastronomie gekauft, wieder sei ein völlig überhöhter Preis gezahlt worden, erneut basierend auf undurchsichtigen Wertberechnungen.
Wegen Annahme von Kolbes Zuwendungen wurde gegen Michael Hartmann, den früheren Chefredakteur der Westdeutschen Zeitung (WZ), im Zusammenhang mit dem Bremme-Gelände ermittelt. Hartmann sollte sich laut Staatsanwaltschaft in den 1990er Jahren bei der GWG für den überteuerten Kauf des Brauereigeländes eingesetzt und dafür von seinem Auftraggeber umgerechnet 23.000 Euro bekommen haben. Der Branchendienst kressreport berichtete, Hartmann habe für „redaktionelle Unterstützung“ gesorgt. Der Kauf des Geländes wäre mit positiven Berichten in der WZ begleitet worden. Hartmann wies die Vorwürfe zurück. Auch wurden Anschuldigungen gegen Rainer Wolff, den Chef der Wuppertaler Rundschau, erhoben. Laut Kolbe soll er 25.000 DM erhalten haben.
Das Bremme-Projekt wurde dem Aufsichtsrat der GWG als gewinnbringend vorgestellt, auch hier erfüllten sich die Prognosen nicht. Das Rechnungsprüfungsamt bezweifelte Ende 1998, „dass der Aufsichtsrat seine Überwachungsaufgaben ordnungsgemäß wahrgenommen“ habe. Es wurde zudem festgestellt, dass die GWG bei vielen ihrer Geschäfte eine unwirtschaftliche Finanzierungspraxis an den Tag legte. Vorratsdarlehen, die als Festgeld angelegt waren, wurden plötzlich als Eigenkapital deklariert und eingesetzt, auch bei den drei oben genannten Verlustprojekten. Die städtischen Verantwortlichen hätten alle diesbezüglichen Warnungen des Rechnungsprüfungsamt stets verworfen. Die Folge war laut Rechnungsprüfungsamt eine immer stärkere Verschuldung und das stete Sinken der Eigenkapitalquote.
Weitere Ermittlungen zielten auf den Ratsherrn der Wuppertaler Grünen, Horst Westmeier, dem im Mai 2002 Bestechlichkeit vorgeworfen wurde. Er hatte die Halbach-Stiftung zwischen 1994 und 1996 beraten und dafür insgesamt 29.000 Deutsche Mark erhalten. Daraufhin wurde ihm die von der Stadtverwaltung finanzierte Renaturierung des Halbachs zugestanden.

## Nachspiel vor Gericht
Neben weiteren Ermittlungen beschlagnahmte die Staatsanwaltschaft Sachwerte wie Autos, Uhren, Goldbarren und ein Klavier und fror Konten ein, damit bei Verurteilungen entstandene Schäden wenigstens zum Teil kompensiert werden konnten. Gleichzeitig sprach die Staatsanwaltschaft der GWG im Fall einer Verurteilung das grundsätzliche Recht auf eingeklagtes Geld zu. Von Hiesgen, Sperling und Kolbe wurden nach Angabe Rölleckes jeweils 1,8 Millionen Deutsche Mark als dingliche Arreste deklariert, das heißt, dass sie über diese Gelder nicht verfügen durften. Bei G. ging es um 2,5 Millionen Deutsche Mark. Insgesamt machte die GWG Schadenersatzforderungen in Höhe von 26 Millionen Euro geltend.
Im April 2001 kam der Kronzeuge Kolbe aus der Untersuchungshaft frei, allerdings nur gegen eine Kaution von einer Million Deutsche Mark. Er wurde 2004 zu dreieinhalb Jahren Haft und Wiedergutmachungszahlung an die GWG von 2,9 Millionen Euro verurteilt, wegen eines Herzinfarkts war der Antritt der Freiheitsstrafe ungewiss. Im Januar 2009 trat Kolbe seine Haft in der JVA Remscheid an, jedoch geht die Staatsanwaltschaft von der Verbüßung im offenen Vollzug aus.
Im Mai 2001 folgten weitere Haftbefehle wegen Bestechlichkeit, Bestechung und Untreue. Verhaftet wurden die beiden ehemaligen GWG-Geschäftsführer, Uwe Reiter, Lothar Pickardt, ehemaliger Direktor der Filiale der Deutschen Bank in Barmen, der lokale Bauunternehmer Thomas Gerlich, ehemaliger Prokurist der GWG‚ Jürgen Steinbach, der Handball-Mäzen und Vorstandsvorsitzende des Telekommunikationsunternehmens Engel AG, Helmut Schmidt, und der Aachener Star-Architekt Sigurd Scheuermann. Es erfolgte eine Hausdurchsuchung beim Wuppertaler Architekten Klaus Sch.
Im Mai 2002 erfolgten weitere Untersuchungen durch die Staatsanwaltschaft in Wuppertal, Remscheid und Hattingen. Zudem wurde Sch. verhaftet, im Juli 2002 aber gegen eine Kaution wieder aus der Untersuchungshaft entlassen.
Im Juni 2002 kam es gegen die ersten Verdächtigen im GWG-Skandal zur Anklage. Ihnen wurde Untreue und Anstiftung zur Untreue im Zusammenhang mit der Dresen- und Halbach-Stiftung, dem Bremme-Gelände und der Tannenbergstraße vorgeworfen.
- Horst Westmeier musste sich als erster Verdächtiger im GWG-Skandal am 12. September 2002 vor dem Wuppertaler Schöffengericht verantworten. Er wurde zu einer 15-monatigen Freiheitsstrafe auf Bewährung verurteilt.
- Gegen Uwe Reiter wurde im Juni 2001 vom Landeskirchenamt Rheinland ein Disziplinarverfahren eingeleitet, seinen Posten bei der Diakonie Elberfeld musste er aufgeben.[9] Er wurde wegen gewerbsmäßiger Bestechlichkeit im geschäftlichen Verkehr in 14 Fällen, gewerbsmäßiger Untreue in zwei Fällen sowie Beihilfe zur gewerbsmäßigen Untreue zu einer Freiheitsstrafe von zwei Jahren Haft auf Bewährung, sowie zu einer Geldstrafe von 5.000 Euro verurteilt.[10] Reiter gab zu, vom Bauunternehmer Gerlich 300.000 Deutsche Mark Schmiergeld angenommen zu haben.[11]
- Lothar Pickardt erhielt trotz seiner schnellen Rückerstattung von 51.000 Euro an die Halbach-Stiftung nach seiner Verhaftung im Mai 2001 21 Monate zur Bewährung und eine Geldstrafe von 27.000 Euro.[6]
- Im Juli 2001 trat Helmut Schmidt als Vorstandsvorsitzender der Engel AG zurück. Vor Gericht bezeichnete er sich als mittellos und wurde im März 2004 zu einer Bewährungsstrafe von zwei Jahren samt einer Geldstrafe von 720 Tagessätzen von je 60 Euro verurteilt worden, wogegen er Revision einlegte.[6]
- Sigurd Scheuermann akzeptierte einen Strafbefehl wegen Beihilfe zur Untreue mit elf Monate auf Bewährung und einer Auflage von 10.000 Euro an die Staatskasse und 250 Stunden gemeinnützige Arbeit.[12]
- Klaus Sch. wurde im Mai 2006 zu zwei Jahren Haft auf Bewährung wegen Betruges und Untreue sowie zu einer Geldstrafe von 12.000 Euro wegen Bestechlichkeit im geschäftlichen Verkehr verurteilt, sowie die Zahlung von 15.000 Euro an die städtische Hospizstiftung als Bewährungsauflage.[13]
- Jürgen Steinbach einigte sich mit der GWG außergerichtlich über die Regulierung des Schadens,[14] wurde zunächst auf Bewährung verurteilt, aber im Juni 2006 freigesprochen.[15]
- Thomas Gerlich wurde im April 2004 zu einer Zahlung von 4,1 Millionen Euro und zwei Jahren Haft auf Bewährung verurteilt. Er gestand, 2,5 Millionen Deutsche Mark an Schmiergeldern unter anderem an die GWG-Geschäftsführer gezahlt zu haben. Das Geld habe er anschließend durch die Ausstellung überhöhter Rechnungen wieder kompensiert.[11][16]
- Johannes Hiesgen blieb wegen Fluchtgefahr in Haft, wurde aber im August 2002 gegen Kaution aus der Untersuchungshaft entlassen. Er ließ sich während seiner Inhaftierung am Herz operieren,[5] und verbüßte seine Strafe von vier Jahren und neun Monaten Haft wegen Untreue im JVA-Krankenhaus.[7][17]
- Das Wuppertaler Landgericht verurteilte Helmut Sperling wegen Untreue und Steuerhinterziehung zu einer Gefängnisstrafe von viereinhalb Jahren[7] und 1,5 Millionen Euro in Schadenersatz an die GWG. Im Januar 2009 trat Sperling seine Haft in der JVA Remscheid an, jedoch geht die Staatsanwaltschaft von der Verbüßung im offenen Vollzug aus.
- Das Verfahren gegen Michael Hartmann wurde 2004 unter Auflagen und einer Geldbuße von 46.000 Euro durch das Landgericht in Wuppertal eingestellt. Dem ehemaligen Chefredakteur der Westdeutschen Zeitung war Beihilfe zur Untreue in einem besonders schweren Fall zur Last gelegt worden.[2]

### Beziehungsgeflechte
Um die Verhaftungen verstehen zu können, ist es vor allem wichtig, auch das Beziehungsgeflecht zu kennen. Sperling und Hiesgen waren die Geschäftsführer der GWG. Gemeinsam mit dem Prokuristen sind sie die Verantwortlichen für die hohen Verluste der GWG. Gerd Kolbe trat sowohl beim Bau der Seniorenwohnungen als auch beim Bau der Tannenbergstraße als Vermittler auf. Thomas Gerlich, ein lokaler Bauunternehmer, war bei allen drei genannten Projekten Generalunternehmer. Uwe Reiter trat als Vertreter der Diakonie Elberfeld auf, die die Senioren in den Wohnungen am Hardtberg betreut. Lothar Pickardt war beim Bau der Halbach-Stiftung Geldgeber. Klaus Sch. war Architekt zahlreicher GWG-Projekte. Helmut Schmidt ist Mitgesellschafter des Generalplanungs- und Projektsteuerungsunternehmens IPP, das bei GWG-Projekten als Generalunternehmen auftrat und an dem auch Klaus Sch. beteiligt ist. Und schließlich ist Sigurd Scheuermann Architekt der Dresen-Stiftung an der Hardt. Zahlreiche weitere Querverbindungen, auch zu den weiteren Verdächtigen, sind bisher nur Vermutungen.

## Folgen
Die Wuppertaler Staatsanwaltschaft ermittelte seit 1996 gegen 1.300 Korruptionsverdächtige, davon 600 Amtsträger. Der Stadt waren Beinamen wie Bergisch Sizilien und Tal der Korruption verliehen worden. Der zuständige Richter Helmut Leithäuser hatte in dem Verfahren von einer Atmosphäre der Illegalität gesprochen.

## Sonstiges
- Georg Rose erhielt 2002 den Journalistenpreis vom Bund der Steuerzahler Deutschland für seine Berichterstattung im GWG-Skandal und der Kremendahl-Affäre.